# USS LST-728
O USS LST-728 foi um navio de guerra norte-americano da classe LST que operou durante a Segunda Guerra Mundial.